# Liste du patrimoine immobilier classé d'Oupeye
Cette page regroupe l'ensemble du patrimoine immobilier classé de la commune belge d'Oupeye.
| Objet | Année de construction / Architecte | Adresse          | Section communale       | Coordonnées                      | Numéro d’inventaire | Illustration                                 |
| --- | ---------------------------------- | ---------------- | ----------------------- | -------------------------------- | ------------------- | -------------------------------------------- |
| Chêne du Chenay sis au lieu-dit Dolhenchamps |                                    |                  |                         | 50° 42′ 34″ nord, 5° 38′ 12″ est | 62079-CLT-0001-01   | Chêne du Chenay sis au lieu-dit Dolhenchamps |
| Les restes d'architecture militaire qui contiennent une arcade publique donnant accès à l'église Saint-Hubert et à l'ancien cimetière de Haccourt, abstraction faite de la statue du Sacré-cœur et des vases qui y ont été placés sans autorisation officielle |                                    |                  | Haccourt                | 50° 44′ 01″ nord, 5° 40′ 00″ est | 62079-CLT-0003-01   | architecture militaire                       |
| Vestiges enfouis de la villa romaine de Haccourt : installation de bain et petite cave cruciforme, square Père Pire (M) et partie de prairie nécessaire à la mise en valeur des vestiges archéologiques de la villa romaine (S)                                |                                    |                  | Haccourt                | 50° 43′ 49″ nord, 5° 39′ 57″ est | 62079-CLT-0004-01   | Image manquanteTéléverser                    |
| L'église Saint-Lambert |                                    |                  | Hermalle-sous-Argenteau | 50° 42′ 38″ nord, 5° 40′ 51″ est | 62079-CLT-0006-01   | L'église Saint-Lambert                       |
| Chapelle Notre-Dame de Bon Secours (M) et ensemble formé par cet édifice et ses abords (S) (+ Visé) |                                    |                  |                         | 50° 43′ 56″ nord, 5° 41′ 11″ est | 62079-CLT-0007-01   | Chapelle Notre-Dame de Bon Secours           |
| Façades principales nord et sud, pignon à l'est ainsi que les toitures de la ferme Christophe (M) et établissement d'une zone de protection (ZP) |                                    | Rue Fût Voie, 77 |                         | 50° 42′ 09″ nord, 5° 39′ 37″ est | 62079-CLT-0008-01   | Ferme Christophe                             |